# Did You Hear About the Morgans?
Did You Hear About the Morgans? (prt: Ouviste Falar dos Morgans?; bra: Cadê os Morgan?) é um filme estadunidense de 2009, do gênero comédia romântica, escrito e dirigido por Marc Lawrence, e estrelado por Hugh Grant e Sarah Jessica Parker.

## Elenco
- Hugh Grant como Paul Morgan
- Sarah Jessica Parker como Meryl Morgan
- Sam Elliott como Clay Wheeler
- Mary Steenburgen como Emma Wheeler
- Elisabeth Moss como Jackie Drake
- Michael Kelly como Vincent
- Wilford Brimley como Earl Granger
- Seth Gilliam como Marechal dos EUA Lasky
- Jesse Liebman como Adam Feller
- Kim Shaw como Enfermeira Kelly
- Gracie Bea Lawrence como Lucy Granger
- Christopher Atwood como Rodeo
- David Call como Doc D. Simmons
- Kevin Brown como Marechal dos EUA Henderson
- Steven Boyer como Marechal dos EUA Ferber
- Bart the Bear 2 como Urso

## Recepção

### Bilheteria
O filme, com orçamento de US$ 58 milhões, foi lançado nos Estados Unidos em 18 de dezembro de 2009, e arrecadou cerca de US$ 85,3 milhões em todo o mundo, com o primeiro fim de semana de lançamento nos EUA de cerca de US$ 6,6 milhões.
Em Portugal e no Brasil, o filme foi lançado respectivamente em 7 de janeiro de 2010 e 26 de março de 2010.

### Resposta da crítica
No Rotten Tomatoes, o filme tem índice de aprovação de 12% com base nas resenhas de 122 críticos, com nota média de 3,6/10. O consenso do site afirma: “Ele tira um certo proveito da simpatia inerente de suas estrelas, mas com um roteiro sem graça e uma falta de química na tela, Did You Hear About the Morgans? cai por terra.” No Metacritic, o filme tem uma pontuação média ponderada de 27 em 100, com base em 28 críticas, indicando “críticas geralmente desfavoráveis”. O público pesquisado pelo CinemaScore deu ao filme uma nota “B−” na escala de A a F.
John Anderson, da revista Variety, escreveu: “o charme do filme é que ele resiste a transformar as pessoas em clichês e permite que Parker e Grant trabalhem sua mágica particular – antes de eles chegarem ao Wyoming, seus desempenhos são tão estressados quanto seus personagens, e embora seja um conceito duvidoso que se tornar cowboy seja uma panaceia, eles expuseram a ideia da forma mais convincente possível.